# La vencedora
La vencedora es una composición musical en ritmo de contradanza de autor desconocido, compuesta en el Virreinato de Nueva Granada a principios del siglo XIX.  Esta melodía es famosa porque acompañó a las tropas patriotas que lograron la independencia de Colombia, fue interpretada por la banda marcial dirigida por el alférez José María Cancino en el campo donde se ejecutó la batalla de Boyacá el 7 de agosto de 1819 a las 4 de la tarde y durante los 15 días que duraron las celebraciones para el recibimiento triunfal del ejército libertador de Simón Bolívar en Santa Fe de Bogotá, alternada con otra canción llamada La libertadora. Se ejecutaba a modo de fanfarria con tambores, marimbas, flautines y cornetas, su compás es binario, escrita en 2/4.
Esta canción es considerada antecedente del himno nacional de Colombia. Los arreglos musicales posteriores y las transcripciones de las partituras de la melodía fueron realizados por José Rozo Contreras en 1956.